# 神戸丸 (四国フェリー・初代)
神戸丸は、四国フェリーが運航していたフェリー。本項目では1970年に就航した初代について取り扱う。

## 概要
神戸港と高松港を結ぶフェリー航路の開設に当たって四国ドックで建造され、1970年10月に就航した。
1981年、第一神戸丸に改名、1982年、神戸丸（2代）の就航により引退した。
その後、海外売船され、韓国で就航した。 次々と運航会社を渡り、1982年にDong Nam Jumbo Ferry、1985年にKorea Car Ferry No.1、1987年にHo Hoe Car Ferry、1988年にDae Han Express Car Ferryと船名を変更した。
1988年、Cosmo Tiger Corpに売却され、Car Ferry Queenとして就航した。
1996年、Semo Marine Co.に売却され、Semo Express Ferryとして就航した。
1999年、Rising Star 1と船名を変更したが、短期間で戻された。
2007年、インドネシアのP.T. Prima Vistaに売却されMarina Nusantaraとなり、スラバヤ - バンジャルマシン航路に就航した。
2011年9月26日、カリマンタン島のバリト川で石炭を輸送していたはしけと衝突して炎上した。400名以上の乗客が乗船していたが、周囲を航行中の船舶が救助活動を行い、最終的に3名が死亡、103名が負傷した。 

### 航路
日本海運（ニュージャンボフェリー）
- 神戸港（東神戸フェリーセンター） - 高松東港

日本海運との共同運航で神高丸 (初代)とともに運航された。

## 船内

### 船室
- 特別室
  - 個室（36名）- 和室2室、洋室10室
  - 椅子席（72名）
- 一般室
  - 椅子席（142名）
  - じゅうたん席（250名）

### 設備
- レストラン
- スナック
- 売店
- 浴室